# Geoff Capes
Geoff Capes, właściwie Geoffrey Lewis Capes (ur. 23 sierpnia 1949 w Holbeach, hrabstwo Lincolnshire – zm. 23 października 2024) – angielski kulomiot, strongman i zawodnik Highland games.
Najlepszy brytyjski strongman w historii tego sportu. Mistrz Wielkiej Brytanii Strongman w latach 1979, 1981 i 1983. Mistrz Europy Strongman w latach 1980, 1982 i 1984. Mistrz Świata Strongman w latach 1983 i 1985. Drużynowy Mistrz Świata Par Strongman w roku 1987.

## Życiorys
Geoff Capes był jednym z dziewięciorga rodzeństwa. Dorastał w miasteczku Holbeach, w środkowo-wschodniej Anglii, gdzie był członkiem klubu lekkiej atletyki. Po zajęciach szkolnych pracował jako górnik i robotnik rolny. W 1970 wstąpił do policji i przez dziesięć lat pracował w hrabstwie Cambridgeshire. Jako kulomiot reprezentował Wielką Brytanię na wielu zawodach, w tym na letnich igrzyskach olimpijskich, w 1972, 1976 i 1980 r.
Uczestniczył czterokrotnie w indywidualnych Mistrzostwach Europy Strongman.
Klasyfikacja w indywidualnych Mistrzostwach Europy Strongman:
| Rok     | 1980 | 1982 | 1984 | 1987 |
| ------- | ---- | ---- | ---- | ---- |
| Pozycja |      |      |      |      |

Zajmował się hodowlą papużek falistych.
Mieszkał w Chesterfield.
Wymiary:
- wzrost 197 cm
- waga 148 kg
- biceps 51 cm
- klatka piersiowa 135 cm

## Mistrzostwa Świata Strongman
Wziął udział siedmiokrotnie w indywidualnych Mistrzostwach Świata Strongman, w latach 1980, 1981, 1982, 1983, 1984, 1985 i 1986. W swoim czwartym występie na tych mistrzostwach, w 1983 r. zdobył dla Wielkiej Brytanii pierwszy w historii tytuł Mistrza Świata Strongman, a drugi tytuł dla Wielkiej Brytanii w 1985 r.
Klasyfikacja w indywidualnych Mistrzostwach Świata Strongman:
| Rok     | 1980 | 1981 | 1982 | 1983 | 1984 | 1985 | 1986 |
| ------- | ---- | ---- | ---- | ---- | ---- | ---- | ---- |
| Pozycja |      |      | 4.   |      |      |      |      |

## Osiągnięcia strongman
- 1979
  - 1. miejsce - Mistrzostwa Wielkiej Brytanii Strongman
- 1980
  - 1. miejsce - Mistrzostwa Europy Strongman
  - 3. miejsce - Mistrzostwa Świata Strongman 1980
- 1981
  - 1. miejsce - Mistrzostwa Wielkiej Brytanii Strongman
  - 2. miejsce - Mistrzostwa Świata Strongman 1981
- 1982
  - 1. miejsce - Mistrzostwa Europy Strongman 1982
  - 4. miejsce - Mistrzostwa Świata Strongman 1982 (kontuzjowany)
- 1983
  - 1. miejsce - Mistrzostwa Wielkiej Brytanii Strongman
  - 1. miejsce - Mistrzostwa Świata Strongman 1983
- 1984
  - 1. miejsce - Mistrzostwa Europy Strongman 1984
  - 3. miejsce - Mistrzostwa Świata Strongman 1984
- 1985
  - 2. miejsce - Mistrzostwa World Muscle Power
  - 1. miejsce - Mistrzostwa Świata Strongman 1985
- 1986
  - 2. miejsce - Mistrzostwa Świata Strongman 1986
- 1987
  - 2. miejsce - Mistrzostwa Europy Strongman 1987
  - 1. miejsce - Mistrzostwa World Muscle Power
  - 1. miejsce - Drużynowe Mistrzostwa Świata Par Strongman
- 1988
  - 2. miejsce - Mistrzostwa World Muscle Power